# Raoul Hausmann

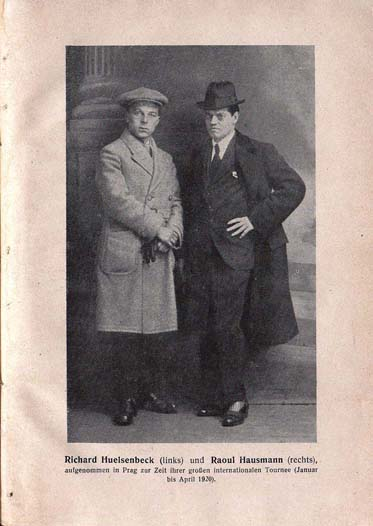
Foto von Richard Huelsenbeck (links) und Raoul Hausmann (rechts), 1920 in Prag auf ihrer Dada-Tour Januar bis April 1920

Raoul Hausmann (* 12. Juli 1886 in Wien, Österreich-Ungarn; † 1. Februar 1971 in Limoges) war ein österreichisch-deutscher Künstler des Dadaismus.

## Werdegang
Raoul Hausmann wurde 1886 in Wien als Sohn des Malers Victor Hausmann und dessen Ehefrau Irene geboren und kam im Alter von 14 Jahren mit seinen Eltern nach Berlin. Von seinem Vater erhielt Raoul Hausmann Anleitungen für seine ersten künstlerischen Versuche. 1905 lernte er den Grabmal- und Gartenarchitekten Johannes Baader sowie die Geigerin Elfriede Schaeffer (1876–1952) kennen, die er 1908 heiratete. 1907 wurde die gemeinsame Tochter Vera geboren.
Von 1908 bis 1911 absolvierte Hausmann in den von Arthur Lewin-Funcke geleiteten Studien-Ateliers für Malerei und Plastik in (Berlin-)Charlottenburg eine künstlerische Ausbildung. Zwischen 1909 und 1914 gestaltete er jugendstilhafte Bucheinbände (u. a. für den Diederichs Verlag, Jena), Glasfenster- und Schriftentwürfe.
Ab 1912 erfolgte die Abkehr Hausmanns vom Akademismus, und es entstanden erste expressionistische Lithographien und Holzschnitte, angeregt durch die Bekanntschaft mit den Malern der Brücke sowie die Rezeption der Futuristen in Ausstellungen der Berliner Galerie Der Sturm. Erste Textveröffentlichungen in der Zeitschrift Der Sturm folgten.
1915 begann Hausmann eine Liebesbeziehung mit der Künstlerin Hannah Höch, die bis 1922 Bestand hatte. Er lernte die Künstler Hans Richter, Conrad Felixmüller und Arthur Segal kennen und schloss Bekanntschaft mit dem Philosophen Salomo Friedlaender, genannt Mynona.
1918 gründete Hausmann zusammen mit Richard Huelsenbeck, Johannes Baader und anderen den Berliner Club Dada. Er wurde ein wichtiges Mitglied der Dada-Bewegung in Berlin, der er von 1918 bis 1922 angehörte. Hausmann war Mitherausgeber der Zeitschrift Der Dada und des Prospekts Club Dada. Bei Dada-Veranstaltungen trug er erstmals öffentlich seine Manifeste und Lautgedichte vor. Seine optophonetischen Plakatgedichte wurden gedruckt. In Berlin lebte und arbeitete er ab 1917 zusammen mit Hannah Höch, mit der er die künstlerische Fotomontage entwickelte. In Kurt Schwitters, Hans Arp und Otto Freundlich fand Hausmann Freunde.
1919 beteiligte sich Hausmann an der ersten Dada-Ausstellung im Graphischen Kabinett I. B. Neumann. Hausmann organisierte 1920 dadaistische Veranstaltungen zusammen mit Johannes Baader und Richard Huelsenbeck in Dresden, Hamburg, Leipzig, Teplitz-Schönau, Prag und Karlsbad. Im Juli/August 1919 fand die Erste Internationale Dada-Messe in der Berliner Kunsthandlung von Dr. Otto Burchard statt, die Hausmann zusammen mit George Grosz und John Heartfield veranstaltete.
1921 trat Hausmann zusammen mit Kurt Schwitters auf der Antidada-Merz-Presentismus-Tournee in Prag mit der Rezitation seiner Lautgedichte auf. Er engagierte sich in der Novembergruppe, stellte mit ihr aus und gab mit einer inhaltlichen Neuausrichtung die Veröffentlichungen der Gruppe unter dem Titel NG heraus.

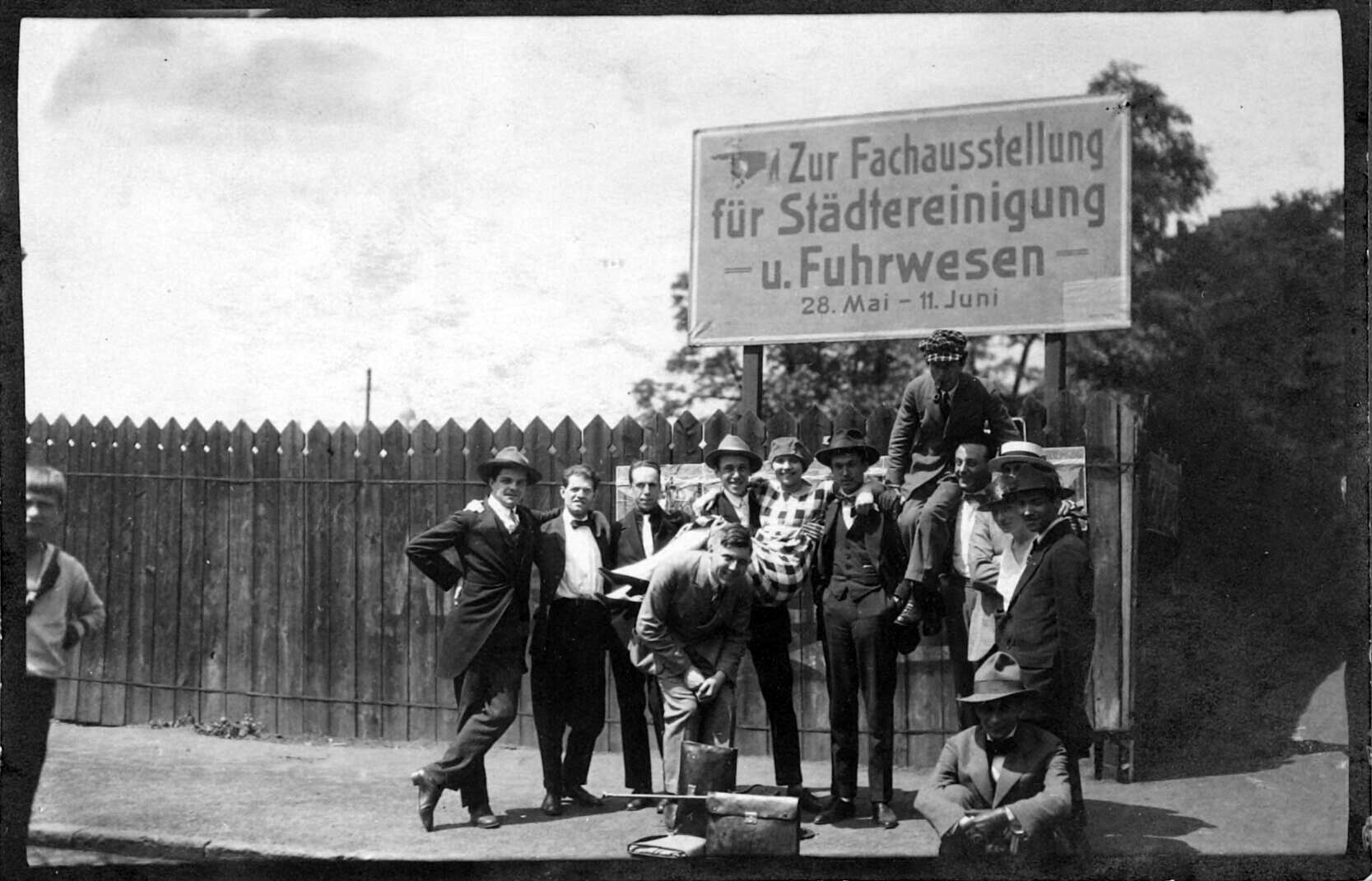
Raoul Hausmann, Zweiter von links (mit Fliege) auf dem Gruppenfoto zum Internationalen Kongress fortschrittlicher Künstler in Düsseldorf, 1922

1922 trennten sich Hausmann und Hannah Höch; er lernte die Malerin Hedwig Mankiewitz (1893–1974) kennen, die er 1923, nach Scheidung von seiner ersten Frau Elfriede Hausmann-Schaeffer, heiratete.
1926 entstand auf der Insel Sylt die Konzeption und Niederschrift des autobiografischen Experimentalromans Hyle. Ab 1927 widmete Hausmann sich vorrangig der Fotografie. Er lernte Vera Broïdo (1907–2004) kennen, mit der er und seine Ehefrau in einer Dreierbeziehung bis 1934 zusammenlebten. Ab 1931 lieferte er auch regelmäßig Beiträge für die von Franz Jung und Harro Schulze-Boysen herausgegebene Zeitschrift Der Gegner.
1933 musste Hausmann emigrieren, da seine künstlerische Arbeit unter den Nationalsozialisten zur „entarteten Kunst“ gezählt wurde. Seine Stationen im Exil waren Ibiza, Zürich, Prag und schließlich Paris, von wo aus er während des Krieges nach Südfrankreich floh.
Hausmann lebte seit 1944 in Limoges, wo er 1971 an den Folgen einer Gelbsucht verstarb.
Nach dem Zweiten Weltkrieg suchte Hausmann wieder Kontakt zu László Moholy-Nagy und Kurt Schwitters, mit dem er die Herausgabe der Zeitschrift PIN plante. Zwischen 1946 und 1959 erweiterte Hausmann sein fotografisches Schaffen um kameralose Experimente (Fotopiktogramme) und kam auf die Fotomontage zurück. In der retrospektiven Beschäftigung mit Dada war er bestrebt, seine eigene Rolle und Bedeutung für die dadaistische Bewegung als Chronist zu fixieren.
Im Jahr 1986 widmete ihm der Kunstverein Ingolstadt eine Ausstellung.

## Darstellung Hausmanns in der bildenden Kunst
- Conrad Felixmüller: Raul Hausmann zeichnet (Radierung, 29,5 × 23 cm, 1920; Lindenau-Museum Altenburg/Thür.)[7]

## Dokumentarischer und künstlerischer Nachlass

### Berlinische Galerie
Die Sammlung der Berlinischen Galerie umfasst neben dem dokumentarischen Teilnachlass auch Kunstwerke von Hausmann. Dazu gehören neben frühen Gemälden auch rund 60 Werke auf Papier aus den Jahren 1911 bis 1930 sowie über 350 fotografische Arbeiten.
Der dokumentarische Teilnachlass konnte 1992 vom Museum erworben werden und umfasst schwerpunktmäßig Zeugnisse des Lebens von Raoul Hausmann und seinen Aktivitäten in Berlin bis zur Emigration 1933 sowie den Briefwechsel mit Elfriede und Vera Hausmann bis zum Tod Raoul Hausmanns.
Neben biografischen Dokumenten besteht der Teilnachlass zum großen Teil aus Korrespondenzen. Diese dokumentieren u. a. den gedanklichen Austausch Hausmanns mit Zeitgenossen, darunter Johannes Baader, Adolf Behne, César Domela-Nieuwenhuis, Otto Freundlich, Werner Gräff, Franz Jung, Ludwig Mies van der Rohe, László Moholy-Nagy, Hans Richter, Franz Roh, Kurt Schwitters, Arthur Segal und Franz Wilhelm Seifert. Die maschinengeschriebene Geschäftskorrespondenz ist als Durchschlag und Antwortbrief erhalten. Zahlreiche Korrespondenz findet sich auch im Nachlass von Hannah Höch.
Daneben sind im Teilnachlass Manuskripte und Texte von Hausmann (und Dritten) zu Kunst, Kultur und Philosophie sowie technisch-naturwissenschaftliche Studien überliefert.
Schwerpunkt der literarischen Texte ist das Romanmanuskript Hyle, dessen Entwicklungsstadien durch Manuskripte und Typoskripte dokumentiert ist. In seinem Manuskript Scheuklappe kritisiert Hausmann Moholy-Nagy, Huelsenbeck, Wedderkop, Grosz, Felixmüller, Dix, Segal und Heartfield.

### Musée d’Art Contemporain de la Haute Vienne Rochechouart
Das Musée Départemental d’Art Contemporain im Schloss von Rochechouart in Frankreich verwahrt den zweiten Teil des dokumentarischen Nachlasses von Raoul Hausmann. 1993 erwarb das Museum mit rund 6.000 Briefen den größten Teil der Korrespondenz Hausmanns von den 1940er-Jahren bis zu seinem Tod 1971. Im Jahr 1995 kam dieser Teil des dokumentarischen Nachlasses zusammen mit einer großen Anzahl unveröffentlichter Texte ins Museum, darunter theoretische und poetische Schriften, Typoskripte sowie Notizbücher. 1996 wurde durch den Ankauf von mehr als 1.200 Fotonegativen und Kontaktbögen der Bestand im Museum in Rochechouart weiter ergänzt.

## Werke
Raoul Hausmann schuf ein medial breit gefächertes Œuvre zwischen Gemälden, Collagen, Plastiken und Textarbeiten (u. a. dadaistische Manifeste). Zusammen mit Hannah Höch gilt er als ein Pionier der Fotocollage. Dieser neuen Technik hatte er sich während des Ersten Weltkrieges zugewandt, nachdem er die frühere expressionistische Orientierung seiner Arbeit verworfen hatte. Er inspirierte mit seinem Gedicht fmsbw Kurt Schwitters zu dessen Ursonate.
Umgekehrt experimentierte er selbst, angeregt durch die Freundschaft mit Schwitters, mit Lautgedichten und Typographie. Vom 30. Juni bis zum 25. August 1920 veranstaltete er zusammen mit George Grosz, John Heartfield und Hannah Höch die Erste Internationale Dada-Messe in Berlin, zugleich Höhepunkt und letzter großer öffentlicher Auftritt der Berliner Dada-Gruppe. Nach seiner Trennung von Hannah Höch im Jahr 1922 hörte er mit der Malerei auf und konzentrierte sich in der Arbeit auf Fotografie und das Schreiben von Gedichten. 1926 begann er während eines Ibiza-Aufenthaltes seinen Roman Hyle. Nach dem Krieg arbeitete er weiter in den drei Bereichen Malerei, Fotografie und Schriftstellerei. In einer großen Zahl von Ausstellungen und Veröffentlichungen beteiligte er sich selbst an der historischen Interpretation des Dadaismus.
Werkbeispiele
- 1919: Gurk. Kunstarchiv Arntz, Den Haag
- 1919: Mechanischer Kopf – Der Geist unserer Zeit. Centre Pompidou, Paris
- 1920: Der zentrale Raum der Ersten internationalen Dada-Messe ist heute in der Berlinischen Galerie, Berlin, rekonstruiert zu begehen.

## Zitate
„O, meine Herren Spießer, Sie sagen, die Kunst sei in Gefahr? Ja, wissen Sie nicht, daß die Kunst eine schöne weibliche Gestalt ist, ohne Kleidung, daß sie darauf rechnet, ins Bett genommen zu werden, oder dazu anzuspornen? Nein, meine Herren, die Kunst ist nicht in Gefahr – denn die Kunst existiert nicht mehr! Sie ist tot.“

## Schriften
- Hurra! Hurra! Hurra! Zwölf Satiren. Malik, Berlin 1921.
- Sprechspäne. Petersen Presse, Flensburg 1962.
- Hyle. Ein Traumsein in Spanien. Neuausgabe, hrsg. und mit einem Nachwort von Adelheid Koch-Didier. Belleville, München 2006, ISBN 978-3-936298-03-1. (Erstausgabe bei Heinrich Heine, Düsseldorf 1969.)
- Hans/Jean Arp. Herausgegeben von Adelheid Koch-Didier. Belleville, München 2008, ISBN 978-3-936298-70-3.
- Karl Riha, Günter Kämpf (Hrsg.): Raoul Hausmann: Am Anfang war Dada. 3., völlig neu gestaltete Auflage. Anabas, Gießen 1992, ISBN 3-87038-166-3. (Erstauflage dieser Ausgabe 1972).
- Michael Erlhoff (Hrsg.): Texte bis 1933, Band 1. Bilanz der Feierlichkeit. Edition Text und Kritik, München 1982, ISBN 978-3-88377-092-5.
- Michael Erlhoff (Hrsg.): Texte bis 1933, Band 2. Sieg Triumph Taback mit Bohnen. Edition Text und Kritik, München 1982, ISBN 978-3-88377-113-7.
- Karl Riha (Hrsg.): Tatü Dada – Dada und nochmals Dada bis heute (Aufsätze und Dokumente). Wolke, Hofheim 1987, ISBN 978-3-923997-19-0.
- Geist im Handumdrehen – Dadasophische Poesie. Edition Nautilus, Hamburg 1989, ISBN 978-3-89401-163-5.
- Eva Züchner (Hrsg.): Scharfrichter der bürgerlichen Seele: Raoul Hausmann in Berlin 1900–1933. Unveröffentlichte Briefe, Texte, Dokumente aus den Künstler-Archiven der Berlinischen Galerie. Hatje, Ostfildern 1998, ISBN 3-7757-0549-X.
- Raoul Hausmann: Umbruch. Hrsg. von Adelheid Koch. Haymon, Innsbruck 2001, ISBN 978-3-85218-255-1.
- Hans Arp, Raoul Hausmann, Kurt Schwitters: Dada Antidada Merz. Audio-CD. Hörsturz Booksound, ISBN 978-3-934847-16-3.
- Arndt Niebisch (Hrsg.):  Dada-Wissenschaft. Wissenschaftliche und technische Schriften. FUNDUS Band 19. Philo Fine Arts, Hamburg 2012, ISBN 978-3-86572-657-5. (Unveröff. Texte aus dem Raoul Hausmann-Archiv, Berlinische Galerie).
- Photographisches Sehen. Schriften zur Photographie 1921-1968. Wilhelm Fink, Paderborn 2016, ISBN 978-3-7705-5979-4.

## Hörspielbearbeitung
- Hyle. Mit Marijam Agischewa, Axel Milberg, Bernhard Schütz, Michèle Tichawsky. Komposition: zeitblom, Bearbeitung und Regie: Michael Farin. BR-Hörspiel und Medienkunst 2007. Als Podcast/Download im BR Hörspiel Pool.[11]